# Marcus Trebellius Maximus
Marcus Trebellius Maximus est un homme politique romain du Ier siècle.

## Biographie
Consul en 55, Marcus Trebellius Maximus est nommé gouverneur de la province de Bretagne en 63. Il entretient de mauvaises relations avec Marcus Roscius Coelius (en), le légat de la Legio XX Valeria Victrix. Lors de l'Année des quatre empereurs, en 69, Roscius Coelius mène une mutinerie contre Trebellius Maximus, qui s'enfuit pour se réfugier auprès de l'empereur Vitellius.

## Sources
- Tacite, Histoires